# Creston (Iowa)
Creston è un comune (city) degli Stati Uniti d'America, nella Contea di Union nello Stato dell'Iowa. 
Ci è nato l'astronauta Walter Cunningham.